# Marian W. Clarke

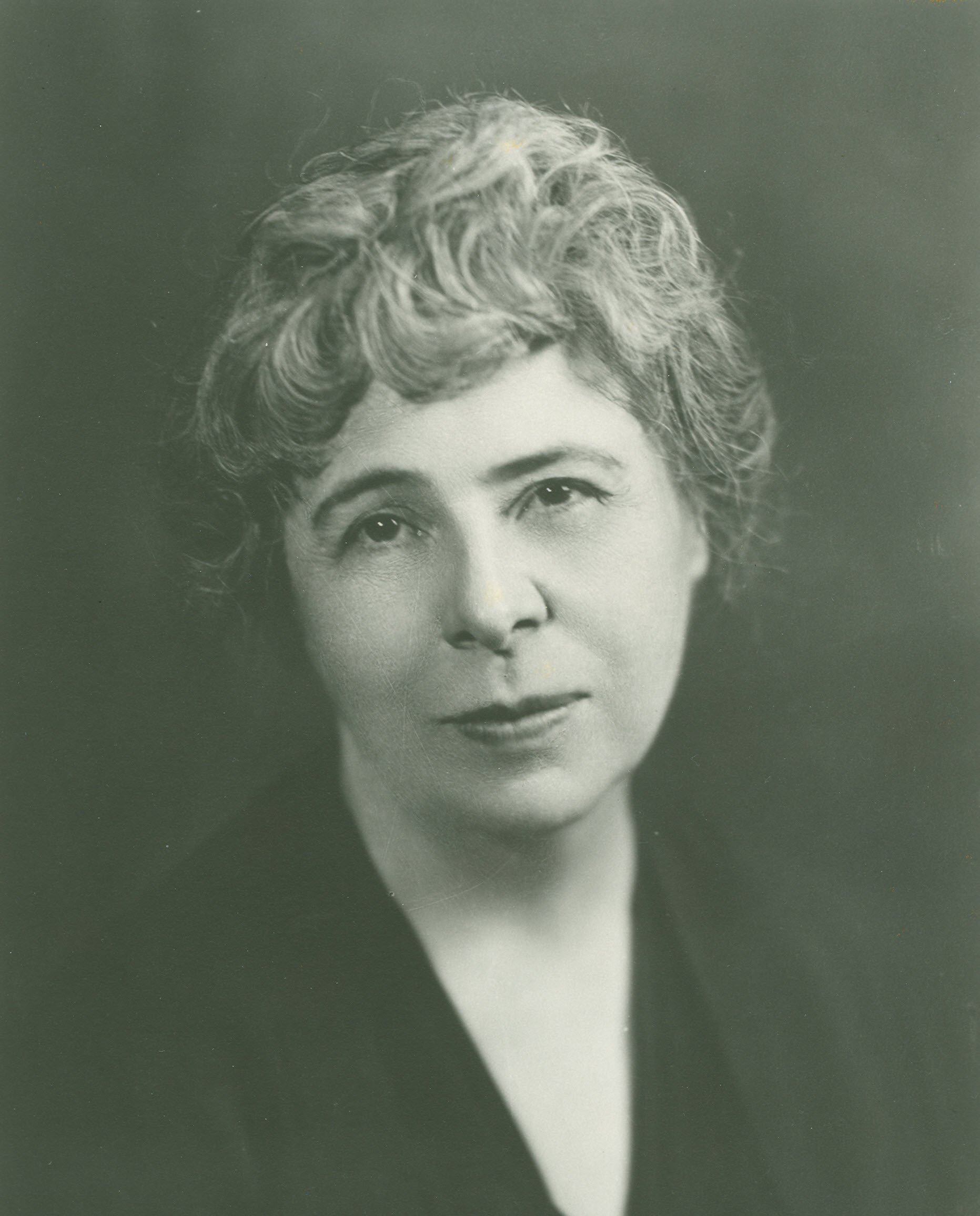
Marian W. Clarke

Marian Williams Clarke  (* 29. Juli 1880 im Bradford County, Pennsylvania; † 8. April 1953 in Cooperstown, New York) war eine US-amerikanische Politikerin. Zwischen 1933 und 1935 vertrat sie den Bundesstaat New York im US-Repräsentantenhaus.

## Werdegang
Im Jahr 1881 zog Marian Williams mit ihren Eltern nach Cheyenne im Wyoming-Territorium. Sie besuchte die öffentlichen Schulen ihrer neuen Heimat und studierte ein Jahr lang an der Kunstakademie der University of Nebraska in Lincoln. Im Jahr 1902 absolvierte sie das Colorado College in Colorado Springs. Zwischen 1881 und 1918 lebte sie in sieben Bundesstaaten. Im Jahr 1918 zog sie in das Delaware County in New York, wo sie sich auf einer Farm niederließ. Sie heiratete den Politiker John D. Clarke.
Nach dem Tod ihres Mannes, der als Kongressabgeordneter starb, wurde Marian Clarke als Kandidatin der Republikanischen Partei bei der fälligen Nachwahl für den 34. Sitz von New York als dessen Nachfolgerin in das US-Repräsentantenhaus in Washington, D.C. gewählt, wo sie am 28. Dezember 1933 ihr neues Mandat antrat. Im Jahr 1934 spielte sie mit dem Gedanken einer weiteren Kandidatur. Allerdings zog sie diese noch vor Beginn der Vorwahlen wieder zurück. Daher konnte sie bis zum 3. Januar 1935 nur eine Legislaturperiode im Kongress absolvieren. Während dieser Zeit wurden dort die ersten New-Deal-Gesetze der Roosevelt-Regierung verabschiedet, denen ihre Partei eher ablehnend gegenüberstand. 1935 wurden erstmals die Bestimmungen des 20. Verfassungszusatzes angewendet, wonach die Legislaturperiode des Kongresses jeweils am 3. Januar endet bzw. beginnt.
Nach dem Ende ihrer Zeit im US-Repräsentantenhaus zog sich Marian Clarke bis 1950 auf ihre Farm Arbor Hill nahe Delhi zurück. Sie starb am 8. April 1953 in Cooperstown.